# The Rumour (album)
A The Rumour Olivia Newton-John 1988-ban megjelent dala, videóklipje és stúdióalbuma, mellyel egy időben került tévéadásba az Ausztrália 200 éves évfordulójára készített egyórás Olivia Down Under tévéműsor, az album nyolc dalának klipjével. A műsor később az azonos című videókazettán is megjelent.

## Az album ismertetése
Három évvel a tőle szokatlanul merész és provokatív, ezért vegyes fogadtatású Soul Kiss után Olivia ismét stúdióba vonult és elkészítette a The Rumour című albumot, mely a Soul Kiss után visszatérés a dallamos popzene világába. Az album első száma a The Rumour, Elton John és szerzőtársa Bernie Taupin dala. Elton John zongorajátéka is hallható a felvételen, mely alapján látványos és a korszellemnek megfelelő stílusú klipet és készítettek Kenny Ortega koreográfiájával. A dal több kis és maxilemez változatban is megjelent, diszkóklubokban sikerrel játszották. Az Oliviától szokatlan rockos hangzású Love and Let Live után egy lassú szám következik, a Can't We Talk It Over in Bed, mely kislemezen is megjelent, ezt követi a dance jellegű Let's Talk About Tomorrow. Olivia korai stílusára emlékeztet az It's No Heaven. A szokatlan stílusú Get Out után a Big and Strong és a Car Games, két jellegzetesen nyolcvanas évekbeli hangzású dal következik. Az album talán legszebb dala a Walk Through Fire. Az albumot az olasz Lucio Dalla Tutta la vita című ismert dalának feldolgozása zárja. Az album Ausztráliában megjelent kiadásának végére rákerült a himnikus It's Always Australia for Me is, mely Olivia hitvallása második, egyben fogadott hazája, Ausztrália számára.

## Fogadtatás
A The Rumour maxi és remixváltozatai sikeresek voltak a diszkókban, de az album nem volt képes bekerülni az első tíz közé. A zenei világ megváltozása, az MTV és videóklip generáció elvárásainak megfelelő fiatal és Oliviánál jóval erősebben sikerorientált előadónemzedék megjelenése, a túl nagy időkihagyás, az albumot reklámozó koncertkörút elmaradása miatt a The Rumour Olivia legkevésbé sikeres lemeze lett 1971 óta, egyben ez volt Olivia utolsó kísérlete, hogy a popzene élvonalába visszakerüljön. A következő Warm and Tender és az utána kiadott albumok már nem a hagyományos popzene irányát követték.

## Az album számlista
|     | Cím                          | Szerző(k)                                       | Hossz |
| --- | ---------------------------- | ----------------------------------------------- | ----- |
| 1.  | The Rumour                   | Elton John, Bernie Taupin                       | 3:55  |
| 2.  | Love and Let Live            | Alan O'Day                                      | 3:25  |
| 3.  | Can't We Talk It Over in Bed | Sandy Linzer, Irwin Levine                      | 3:54  |
| 4.  | Let's Talk About Tomorrow    | Newton-John, Amy Sky, John Capek                | 3:18  |
| 5.  | It's Not Heaven              | Newton-John, Randy Goodrum                      | 3:10  |
| 6.  | Get Out                      | Newton-John, Goodrum                            | 3:55  |
| 7.  | Big and Strong               | Mark Heard                                      | 4:32  |
| 8.  | Car Games                    | Newton-John, Goodrum                            | 4:45  |
| 9.  | Walk Through Fire            | David Baerwald, David Ricketts                  | 5:30  |
| 10. | Tutta La Vita                | Lucio Dalla (Angol dalszöveg : Davitt Sigerson) | 3:31  |

## Kiadások
- Brit LP: Mercury Records, 834 957-1
- Ausztrál LP: Festival Records, TVL 93263
- Ausztrál CD: Festival, D 53263
- Amerikai CD: MCA Records, MCAD-6245
- Brit CD: Mercury, 834 957-2
- Német CD: Mercury, 834 957 2

## Helyezések
- Album - USA: 67., Ausztrália: 15. helyezés, Japán: 31. helyezés
- „The Rumour” - Billboard AC: 33., Billboard Hot 100: 62., Billboard Hot Dance Music/Club Play: 17., Billboard Hot Dance Music/Maxi-Singles Sales: 42., Ausztrália: 25., Németország: 36., német rádiólista: 23. helyezés

## AzOlivia Down Undervideókazetta rövid ismertetése
Az Olivia Down Under Ausztrália 200 éves évfordulója alkalmából 1988. július 30-án a HBO tévécsatornán bemutatott egyórás zenés tévéműsor, majd videókazetta, melyen Olivia Newton-John vezetésével az ország tájainak, szokásainak, történelmének bemutatása mellett a The Rumour album nyolc dalának videóklipje és három, csak a kazettán megjelent klip is látható. A látványos, humoros, sok helyszínen forgatott műsor forgatása több hétig tartott, a stáb több ezer kilométert tett meg Ausztrália különféle, sok esetben mindentől távol eső helyszínein.
Sok egyéb érdekesség mellett láthatjuk az Ausztrália 200. évfordulójára tartott Sydney-i víziparádét, megismerkedhetünk az ausztrál férfiak sörivási szokásaival, egy számunkra ismeretlen, illegális pénzfeldobós játék rejtelmeivel. Hobartban egy hadihajó parancsnoka Ausztrália kevéssé romantikus mivoltáról elmélkedik, amerikai haditengerészek nyilatkoznak az ausztrálokról, ellátogatunk egy minden lakott helytől távoli birkafarmra, egy egykori börtöntelepre, megismerkedhetünk egy Crocodile Harry nevű, sziklaüregből kialakított barlanglakásban lakó alternatív művésszel és a tengerparton egy „nagyon régivágású” úrral, valamit Ausztrália kevesek által ismert különlegesen szép tájaival, megnézhetünk egy ausztrál országúti vonatot. A műsort az egyetlen stúdióban készített klip, a The Rumour zárja. A Winter Angel dal klipjében Olivia akkor kétéves lánya Chloé Lattanzi is látható, ez volt első szereplése.
Az album Can't We Talk It Over In Bed dalából is készült klip, de mivel az utolsó pillanatban készült el, már nem kerülhetett be az időközben elkészült tévéműsorba, az Olivia Newton-John: Video Gold DVD válogatásban viszont szerepel.